# Pica-soques nan
El pica-soques nan (Sitta pygmaea) és un ocell de la família dels sítids (Sittidae).

## Hàbitat i distribució
Habita els boscos de pins, a les muntanyes i zones de costa des del sud de l'interior de la Colúmbia Britànica, nord d'Idaho, oest de Montana, centre de Wyoming i sud-oest de Dakota del Sud fins al nord de Baixa Califòrnia, sud de Nevada, centre i sud-est d'Arizona. A les terres altes de Mèxic fins Michoacán, Méxic, Morelos, Puebla i oest de Veracruz, i fins al centre de Nou Mèxic, extrem oest de Texas i d'Oklahoma.